# Dolmen de La Roche Aux-Fées
La Roche aux-Fées (Roca de les fades) és un dolmen, concretament un sepulcre neolític de corredor, dels anomenats de "tipus angeví". Està format per un pòrtic compost de cinc seccions. La primera secció actua d'avantsala, precedint tres subdivisions intermèdies (que són menors), i l'última correspon a la cambra principal.

## Descripció
En total el dolmen consta d'una quarantena de pedres. En destaquen 9 d'horitzontals (cobertores, una de les quals petita) i 32 de verticals, anomenades ortòstats ('fent paret': són els blocs i lloses verticals que formen la filada inferior del mur, suportant les lloses tapadora), col·locades amb certa inclinació les de la capçalera.
Actualment hi ha dues pedres del monument separades de l'estructura, que es troben en l'entorn immediat. D'altra banda, el tipus de pedra utilitzada (anomenada shale: roca sedimentària clàstica) aflora a la superfície i es fragmenta per erosió en blocs més o menys quadrangulars. No hi ha, doncs, necessitat d'extreure-la manualment. La pedrera més propera de shale es troba a 5 quilòmetres de distància.
Amb 19,5 metres de llargada i 4,1 d'alçada és un dels monuments megalítics més grans d'Europa continental. La llinda de l'entrada, típica dels dòlmens angevins, fa 5,5 metres de llarg i reposa sobre dos pilars d'un metre d'alçada. S'ha estimat el pes de les lloses més grosses en unes 40 tones.
El monument es troba documentat per escrit des del 1752. Agricultors de la rodalia hi van dur a terme excavacions a finals del s. XVIII, sense troballes notificades. No hi ha excavacions modernes que confirmin si l'estructura originàrial estava coberta per un monticle de terra o pedres, com és habitual en aquestes construccions megalítiques. La comparació amb altres monuments conservats fa pensar que així havia sigut en el passat, com també indica una funció funerària, tot i no haver-s'hi trobat restes humanes.

## Els dòlmens angevins
Els dòlmens angevins, segons la definició de M. Gruet, estan habitualment orientats a l'est i disposen d'una cambra rectangular llarga precedida d'un pòrtic més estret i més baix. Sovint (tot i que no sempre) també es caracteritzen per tenir una gran llinda horitzontal a l'entrada, una avantsala de terra més baixa amb una porta estreta, i una cambra monumental sobreelevada amb laterals. De fet, La Roche aux-Fées és l'únic dolmen plenament representatiu d'aquest tipus conservat complet.
La construcció del dolmen s'atribueix a una subcultura de l'anomenat Spätneolithikum (neolític tardà centreeuropeu) que té activitat constructiva entre el 3500 i el 2800 aC. Concretament es tracta de la cultura armoricana, que és una cultura calcolítica que ja treballa el coure i que practica tant la incineració com enterraments. Aquesta cultura es desenvolupà sobretot al País del Loira i la Bretanya. Altres construccions típiques de la mateixa cultura són hipogeus, menhirs i pedres amb relleus, alguns dels quals figuratius.
Monuments similars a La Roche aux-Fées es poden trobar als municipis de Morbihan, Cournon, i La Chapelle-Caro (tots tres, municipis bretons). Destaca sobretot per semblança el dolmen de Bagneux à Saumur, tant per mides com per estructura semblant.

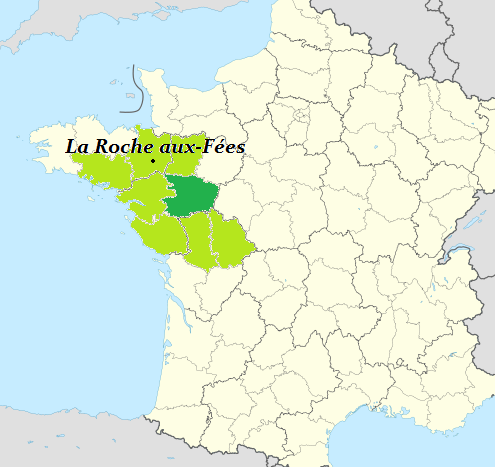
Distribució dolmens angevins

De fet, l'àmbit geogràfic del dolmen angeví és força reduït i té un origen més probable a la regió interior que a l'Atlàntic (la part nord de la Bretanya, que té una dinàmica molt relacionada amb el mar, n'és exclosa).

Des d'aquest punt es pot qüestionar l'origen britànic o mediterrani de les construccions megalítiques, ja que presenten un desenvolupament regional lligat al territori i iniciat a l'interior, sense mostrar un flux de persones i idees provinent de les regions costaneres. Tot i això, la seva alineació (sud-sud-oest) correspon al punt de l'horitzó per on surt el sol durant el solstici d'hivern, característica compartida amb els coneguts dòlmens anglesos de Knowth, Newgrange i també els irlandesos de la vall del Boyne, entre molts d'altres. Twohing comenta el següent:
“L'opinió arqueològica actual no dona suport a la idea dels vaixells de "missioners megalítics", en moviment de país en país convertint la població nativa, i estenent la pràctica de construir grans -i a vegades decorades- construccions megalítiques amb. L'expansió del megalitisme no necessàriament requereix contacte pròxim (entre poblacions) ni grans moviments migratoris.”
Així, fins i tot sent una construcció de finals del Neolític, es pot considerar que la dinàmica de circulació de la zona (l'Atlàntic europeu) queda reflectida amb força claredat. Això és, que l'esmentada “cultura armoricana” tenia un abast limitat a escala regional, basat en contactes terrestres que van provocar la seva difusió als territoris adjacents.
Entre altres característiques de la cultura, també es va difondre el model constructiu del dolmen angeví, que seria d'aquesta manera el resultat d'una aparició local.